# Philipp Wildt
Philipp Carl Wildt (* 27. Mai 1902 in Kirn; † 26. März 1981 in St. Goar) war ein deutscher Politiker (NSDAP).

## Leben
Wildt legte das Abitur an der Oberrealschule Idar-Oberstein ab und studierte Volks- und Betriebswirtschaftslehre in Frankfurt am Main, Heidelberg und Freiburg. Das Studium beendete er mit dem Abschluss als Diplom-Volkswirt. Im Zweiten Weltkrieg leistete er Kriegsdienst und schied als Leutnant aus. Bis 1945 war er Handwerkersyndikus in St. Goar, 1948 wurde er Textilkaufmann in St. Goarshausen.

## Politik
1932 wurde er Mitglied der SA und dort 1933 Rottenführer. Er war Mitglied des NSKK und seit 1933 der NSDAP. 1935 wurde er kommissarischer Vorsitzender, 1943 Leiter des NSDAP-Kreisgerichts St. Goar.
Bei der rheinland-pfälzischen Landtagswahl 1951 kandidierte er im Wahlkreis 4 als parteiloser Kandidat auf der Liste der FDP. Gewählt wurde Wilhelm Nowack, nach dessen Ausscheiden rückte Werner Klein nach. Nachdem auch Klein ausgeschieden war, rückte Wildt am 27. April 1955 in den zweiten Landtag Rheinland-Pfalz nach. Mit dem Ende der Wahlperiode am 31. Mai 1955 schied er aus dem Landtag aus.